# Wushu
Wushu (giản thể: 武朮; phồn thể: 武術, Hán Việt: Võ thuật) là môn võ thuật hiện đại của Trung Quốc với chương trình luyện tập, các bài quyền tổng hợp từ các võ phái cổ truyền nổi tiếng như Thiếu Lâm, Võ Đang, Nga Mi, Đường Môn, Vịnh Xuân Quyền, Thái cực quyền… Được thống nhất giảng dạy trên các võ đường Trung Quốc cũng như tại nhiều quốc gia trên thế giới như một môn phái võ thuật hiện đại thiên về tính chất thể thao, Wushu được hiểu là môn quốc võ tiêu biểu nhất đại diện cho tinh hoa nền võ thuật của Trung Quốc.

## Lịch sử

### Tiến trình phát triển của Wushu
Wushu được biết đến ngày nay với tư cách một môn võ thuật hiện đại do chính phủ Trung Quốc thành lập vào những năm 1950. Tuy nhiên ở Trung Quốc Wushu đã có lịch sử lâu đời. Ngược dòng thời gian vào thời nhà Thương, khi võ thuật dần được hệ thống hóa và được dạy chính thức để bắt đầu chiếm vị trí quan trọng trong nền văn hóa Trung Hoa. Sang thời nhà Chu, kể cả thời Xuân Thu - Chiến Quốc, tập luyện võ nghệ được tuyên dương và các cuộc thí võ tranh tài chọn tướng chính thức được giới thiệu trong quân đội.
Những cuộc trường chinh liên tục thời nhà Tần và nhà Hán dẫn đến sự cải tiến võ thuật như là một vũ khí và kỹ thuật được chú trọng nhằm áp dụng vào thực tế chiến trường một cách hữu hiệu. Tuy nhiên, sự kết hợp giữa một Trung Hoa mới thống nhất hơn và sự gắn liền văn hóa với võ thuật đã làm cho Wushu ngày càng thiên về khía cạnh thể thao, cường thân tráng thể và hướng đến ý nghĩa là một môn giải trí hơn. Đặc biệt, khi kỹ thuật quân sự càng ngày tiên tiến hơn thì võ thuật cũng thay đổi. Vào thời nhà Tống, thuốc súng bắt đầu chiếm vị trí quan trọng trong quân đội thì võ thuật cũng dần suy tàn. Quân đội thời đó cần những áp dụng thực tiễn cho chiến trường và loại bỏ bất cứ những gì không hỗ trợ cho chiến thắng. Nhưng văn hóa lại không chấp nhận võ thuật bị bỏ rơi một cách dễ dàng như vậy và kết quả là có rất nhiều võ hội khác nhau ra đời để bảo tồn và phát huy tinh hoa võ thuật truyền thống. Chính điều này đã giúp võ thuật ngày càng phổ thông và được luyện tập khắp nơi từ chùa chiền, rừng núi đến các khu phố tại các đô thị Trung Hoa.
Khi súng ống trở nên thông dụng hơn thì nhu cầu của vũ khí thô sơ và chiến đấu tay chân cũng bị cắt giảm đáng kể. Năm 1901 nhà Thanh đưa ra đạo dụ loại bỏ võ thuật ra khỏi quân đội. Vào thời điểm này nơi khai sinh võ thuật hiện đại là Tinh Võ thể dục học hội do Hoắc Nguyên Giáp thành lập.
Năm 1911, bác sĩ Tôn Dật Tiên khởi sự cuộc cách mạng lật đổ chính thể nhà Thanh và bắt đầu cổ vũ phát triển võ thuật như một phương pháp luyện tập thể dục. Năm 1928 Viện nghiên cứu quốc võ được thành lập tại Nam Kinh và tên gọi Wushu được sử dụng chính thức như một môn quốc võ tổng hợp tiêu biểu nhất, đại diện cho toàn thể võ thuật Trung Hoa. Chính quyền quyết định rằng, tất cả các ban ngành của chính phủ phải thiết lập các học viện Wushu của riêng mình và tổ chức các cuộc thi đấu tranh tài cả địa phương lẩn quốc gia.
Đội Wushu Trung hoa đã tổ chức một chuyến đi tham dự Thế vận hội 1936 tại Berlin, Đức quốc. Đội đã biểu diễn tại Thế vận hội lần thứ 11 và thế giới lần đầu tiên được thưởng thức những kỹ pháp kỳ tuyệt của Wushu Trung Hoa.

### Sự thành lập Wushu đương thời

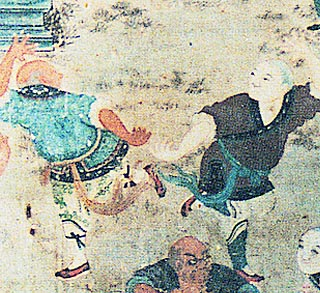
Wushu Thiếu Lâm phái

Năm 1949 Cộng hòa nhân dân Trung Hoa ra đời và Wushu được trọng dụng như một môn thể dục được chấp nhận rộng rãi và cũng được xem như một môn nghệ thuật thừa kế của quốc gia. Dưới chính quyền mới, tâm điểm của Wushu được chỉ đạo theo hướng rèn luyện thân thể và sức khỏe hơn là dùng trong thực chiến, nghĩa là nhấn mạnh tính chất thể thao của bộ môn. Dựa vào nhiều môn phái truyền thống, nhiều ủy ban các bậc danh sư như Zhang Wenguang, Wang Ziping, Sha Guozeng và Chai Longyun, phát triển những phương thức luyện tập thành một hệ thống mà ngày nay gọi là Wushu Trung Hoa đương đại.

## Các mốc thời gian hiện đại của Wushu
- Năm 1953 biểu diễn và tranh tài thể thao truyền thống toàn quốc được tổ chức tại Thiên Tân, trong đó có Wushu.
- Năm 1956 Hội Wushu Trung hoa được thành lập tại Bắc Kinh và Wushu trở thành một môn tranh tài chính thức.
- Năm 1958 Ủy ban thể thao và văn hóa thể lực nhà nước soạn ra phiên bản đầu tiên các luật lệ tranh tài Wushu.
- Năm 1974 Trung Hoa gởi đội Wushu của mình đến Mỹ để biểu diễn tại nhà trắng cho Tổng thống Nixon thưởng lãm,
- Năm 1982 Hiệp hội Wushu quốc gia được tổ chức tại Bắc Kinh,
- Năm 1985 Cuộc tranh tài thế giới đầu tiên được tổ chức tại Tây An,
- Năm 1985 Cuộc tranh tài thế giới lần thứ hai được tổ chức tại Tainjin,
- Năm 1987 Giải vô địch Wushu châu Á lần thứ nhất được tổ chức tại Yokohama, Nhật Bản,
- Năm 1987 Hiệp hội Wushu Á châu được thành lập,
- Năm 1989 Giải vô địch Wushu châu Á lần thứ hai được tổ chức tại Hồng Kông,
- Năm 1990 Wushu được giới thiệu tranh tài chính thức lần đầu tiên tại Á vận hội 11 tại Bắc Kinh.
- Năm 1990 Hiệp hội Wushu quốc tế được thành lập,
- Năm 1991 Giải vô địch Wushu quốc tế lần thứ nhất được tổ chức tại Bắc Kinh, Trung Quốc,
- Năm 1993 Giải vô địch Wushu quốc tế lần thứ hai được tổ chức tại Kuala Lumpur, Malaysia,
- Năm 1995 Giải vô địch Wushu quốc tế lần thứ ba được tổ chức tại Baltimore, Maryland, Mỹ,
- Năm 1997 Giải vô địch Wushu quốc tế lần thứ bốn được tổ chức tại Roma, Ý,
- Năm 1999 Giải vô địch Wushu quốc tế lần thứ năm được tổ chức tại Hồng Kông, Trung Quốc,
- Năm 2001 Giải vô địch Wushu quốc tế lần thứ sáu được tổ chức tại Yerevan, Armenia,
- Năm 2003 Giải vô địch Wushu quốc tế lần thứ bảy được tổ chức tại Ma Cao, Trung Quốc,
- Năm 2004 Lễ hội Wushu cổ truyền thế giới lần thứ nhất được tổ chức tại Trịnh Châu, Trung Quốc,
- Năm 2005 Giải vô địch Wushu quốc tế lần thứ tám được tổ chức tại Hà Nội, Việt Nam,
- Năm 2007 Giải vô địch Wushu quốc tế lần thứ chín được tổ chức tại Bắc Kinh, Trung Quốc,

## Võ phục và nghi thức

### Võ phục
Võ phục của Wushu được quy định tùy theo các nội dung tập luyện, thi đấu và biểu diễn khác nhau sử dụng các phục trang khác nhau.

### Lễ nghi
Lễ nghi biểu hiện các phương thức hành lễ (chào, tiếp nhận binh khí v.v.) của Wushu, bao gồm Đồ thủ lễ (chào tay không), Trì khí giới lễ (chào với binh khí), Đệ khí giới lễ (nghi thức trao nhận binh khí):

#### Đồ thủ lễ
Là cách chào tay không bao gồm Bao quyền lễ và Chú mục lễ:
- Bao quyền lễ (lễ ôm quyền): rất phổ biến trong các võ phái Trung Quốc nói chung, tư thế đứng thẳng hai chân bằng nhau, tay trái mở chưởng, tay phải nắm thành quyền. Ý nghĩa: chưởng trái là văn, quyền phải là võ, văn võ cùng học; chưởng trái biểu thị tứ dục (Trí, Đức, Thể, Mỹ) tượng trưng cho tinh thần thể thao cao thượng, võ đạo, quyền phải biểu thị sự dũng cảm, sức mạnh. Chưởng trái ôm quyền phải biểu thị sức mạnh không sinh bạo loạn, được kiềm chế.
- Chú mục lễ (nhìn thẳng): đứng thẳng hai chân bằng nhau, không cong lưng, mắt nhìn người nhận lễ một cách thành tâm, chăm chú. Để đáp lại người hành lễ có thể hơi cúi đầu.

#### Trì khí giới lễ
Là phương thức được thực hiện khi luyện tập hoặc khi thi đấu, biểu diễn khí giới. Ý nghĩa tương tự như Bao quyền lễ đã nói ở trên. Bao gồm:
- Bao đao lễ (ôm đao chào)
- Trì kiếm lễ (cầm kiếm chào)
- Trì côn lễ (cầm côn chào)
- Trì thương lễ (cầm thương chào)

#### Đệ giới lễ
Là nghi thức trao khí giới cho đồng môn, bao gồm:
- Đệ đao lễ (nghi thức trao đao)
- Đệ kiếm lế (nghi thức trao kiếm)
- Đệ côn lễ (nghi thức trao côn)
- Đệ thương lễ (nghi thức trao thương)

#### Tiếp giới lễ
Là nghi thức nhận khí giới từ phía đồng môn, bao gồm:
- Tiếp đao lễ (nhận đao)
- Tiếp kiếm lễ (nhận kiếm)
- Tiếp côn lễ (nhận côn)
- Tiếp thương lễ (nhận thương)

Ngoài ra, những khí giới khác khi thực hiện cũng phải tuân thủ những quy phạm tương tự.

## Cơ bản công, cơ bản kỹ thuật
Cơ bản công nhằm chỉ những bản chất cần thiết của năng lực thể chất (thể năng), năng lực kỹ thuật (kỹ năng), hoặc là sự chuẩn bị cần thiết của thể năng, kỹ năng và tâm lý trong luyện tập Wushu. Cơ bản công có một hệ thống mang tính tổng hợp những phương pháp luyện công năng các bộ phận bên trong và bên ngoài thân thể. Những phương pháp này là nền tảng cơ bản đối với mỗi người bắt đầu vào luyện tập võ thuật nói chung và Wushu nói riêng. Cơ bản công của Wushu bao gồm Thoái công chuyên luyện về chân, Yêu công luyện hông và eo, Kiên công luyện vai và Trang công chuyên luyện sức mạnh.

### Thoái công
Là những bài tập nhằm phát triển sự mềm dẻo, linh hoạt và sức mạnh của chân. Phương pháp luyện tập có áp thoái (ép chân), ban thoái (mang, vác chân), phách thoái (xoạc), dịch thoái (hất), khống thoái (ghìm, khống chế):

#### Áp thoái
Là các động tác đè, ép chân, bao gồm:
- Chánh áp thoái (ép thẳng):
- Tắc áp thoái (ép ngang)
- Hậu áp thoái (ép sau)
- Phốc bộ áp thoái (ép chân sát đất)

#### Ban thoái
Là các động tác mang, vác chân, gồm:
- Chánh ban thoái (vác chân phía trước)
- Tắc ban thoái (vác chân ngang)
- Hậu ban thoái (vác chân phía sau)

#### Phách thoái
Là các động tác xoạc chân, rất phổ biến trong các võ phái, gồm:
- Thụ xoa thoái (xoạc chân dọc)
- Hoành xoa thoái (xoạc chân ngang)

#### Dịch thoái
Là các động tác đá hất chân nhằm làm cho chân dẻo dai, linh hoạt, bao gồm:
- Chánh dịch thoái (hất chân về phía trước)
- Tắc dịch thoái (hất chân ngang)
- Lý hợp thoái (vung chân vào trong)
- Ngoại bãi thoái (vung chân ra ngoài)
- Hậu bãi thoái (hất chân ra sau)

#### Khống thoái
Là các động tác khống chế, ghìm chân, bao gồm:
- Tiền khống thoái (ghìm chân về phía trước)
- Tắc khống thoái (ghìm chân ngang)
- Hậu khống thoái (ghìm chân phía sau)

### Yêu công
Là kỹ thuật luyện hông. Hông là mối liên lạc giữa thượng chi và hạ chi của cơ thể đồng thời cũng tập trung phản ánh mấu chốt tạo thành kỹ xảo của thân pháp. Bởi vậy, yêu công được chú trọng đặc biệt đối với sự tiến bộ của môn sinh Wushu. Phương pháp luyện tập gồm có:
- Tiền phủ yêu (cúi hông xuống phía trước)
- Ninh yêu (xoắn vặn hông)
- Loát yêu (xoay hông)
- Hạ yêu (đưa hông xuống)
- Phiên yêu (lật hông)

### Kiên công
Luyện tập tay vai nhằm tăng cường tính mềm dẻo của dây chằng, mở rộng phạm vi hoạt động của khớp xương vai, phát triển sức mạnh cánh tay, nâng cao những năng lực hoạt động của chi trên như sự nhanh nhẹn, vươn dài, xoay chuyển v.v. Phương pháp luyện tập gồm:
- Áp kiên (đè, ép vai)
- Chuyển kiên (xoay vai)
- Nhiễu hoàn (cuốn vòng)
- Luân kiên (vung vai)
- Phủ xanh (cúi người, chống vai)

### Trang công
Là hình thức luyện tập đặc biệt nhất trong cơ bản công của Wushu. Phương cách này dùng cách đứng yên để bồi dưỡng hơi thở, tăng cường sức mạnh, hình thành và củng cố những động lực. Có rất nhiều phương pháp luyện Trang công, dưới đây chỉ trình bày các nguyên lý "tĩnh trung cầu động" (chuyển động trong sự tĩnh lặng) với "khai hợp trang" (mở đóng) và "thăng giáng trang" (lên xuống); "động trung cầu tĩnh" (tĩnh lặng trong cái động) với "mã bộ trang" (thế chân cưỡi ngựa) và "cung bộ trang" (thế chân dương cung):

#### Mã bộ trang
Luyện tập chân đứng như khi cưỡi ngựa, lực đều trên hai chân, còn gọi là Trung bình tấn, mục đích tập thăng bằng, trụ vững, và luyện gân, khớp, bắp thịt của chân.

#### Cung bộ trang
Luyện chân giống tư thế dương cung với chân trước nặng sau nhẹ, còn gọi là Đinh tấn.

#### Hỗn nguyên trang
Luyện các chuyển động lên xuống, đóng mở), gồm:
- Thăng giáng trang (lên xuống)
- Khai hợp trang (đóng mở)

## Hệ thống chương trình

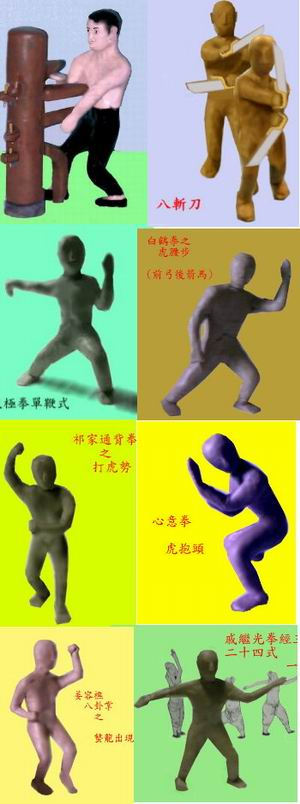

Hệ thống chương trình tập luyện, thi đấu và biểu diễn của Wushu, ngoài những phần cơ bản công và nghi lễ kể trên, bao gồm hai nội dung chính là Sáo lộ và Giao đấu, cụ thể như sau:

### Sáo lộ
Sáo lộ được thực hiện bằng những động tác như Dịch (đá), Suất (ném), Nã (bắt giữ), Kích (đánh), Thích (đâm), Tiêu (hóa giải), Trảm (chém) v.v. Từ đó theo quy luật biến hóa mâu thuẫn của động tác như công thủ tiến thoái, động tĩnh nhanh chậm, cương nhu hư thực mà biên tập thành các bài sáo lộ để luyện tập. Sáo lộ thường bao gồm Quyền thuật, Khí giới, Đối luyện và Biểu diễn tập thể.

#### Bài Quyền
Là các bài sáo lộ tay không, bao gồm Trường Quyền, Thái cực quyền, Nam Quyền, Hình Ý Quyền, Bát Cực Quyền, Thông Bối Quyền, Phách Quải Quyền, Bát Quái chưởng, Phiên tử Quyền, Trốc Cước, Thiếu Lâm quyền, Địa Đàng Quyền, Tượng hình quyền v.v.

#### Khí giới
Khí giới có bốn loại được đưa vào chương trình Wushu là đoản khí giới (vũ khí ngắn), trường khí giới (vũ khí dài), song khí giới (vũ khí đánh đôi), Nhuyễn khí giới (vũ khí mềm). Đoản khí giới bao gồm Đao thuật, Kiếm thuật, Trủy thủ (dao găm) v.v. Trường khí giới bao gồm Côn thuật, Thương thuật, Đại đao v.v. Song khí giới có Song đao, Song kiếm, Song câu, Song thương, Song tiên (roi) v.v. Nhuyễn khí giới có Tam tiết côn (côn ba khúc), Cửu tiết côn (Côn chín khúc), Thằng tiêu (dây có đầu nhọn), Lưu tinh trùy v.v.

#### Đối luyện
Đối luyện là hình thức giao đấu theo bài bản đã được quy ước, còn gọi là các bài đối quyền, dành cho hai người hoặc trên hai người. Hình thức này có:
- đồ thủ đối luyện (tay không đối luyện)
- khí giới đối luyện đồ thủ (tay không đấu binh khí)
- khí giới đối luyện (binh khí đấu binh khí).

#### Biểu diễn tập thể
Là hình thức tập luyện của một nhóm 6 người hoặc trên 6 người với các bài tay không hoặc có khí giới.

### Giao đấu
Giao đấu là hình thức thi đấu giữa hai người theo luật lệ quy định, bao gồm ba loại là Tán đả (Tán thủ, đối kháng), Thôi thủ (đẩy tay, khá giống Niêm thủ của Vịnh Xuân Quyền), và Đoản binh.

#### Tán đả
Các tuyển thủ thi đấu bằng các phương pháp kỹ kích (tấn công) như Dịch, Đả, Suất v.v. để chế ngự đối phương.

#### Thôi thủ
Sử dụng các phương pháp kỹ kích của môn Thái cực quyền như Bằng (nâng), Lý (vuốt), tê (chen, lách), Án (đè), Thái (bẻ, ngắt), Liệt (xoay), Trửu (khuỷu tay), Kháo (nương tựa), phán đoán cách sử dụng kình lực của đối phương để đẩy ngã hắn. Hình thức này cũng dựa theo luật lệ quy định để phân thắng bại.

#### Đoản binh
Hai người cầm gậy ngắn (bằng song mây, da, bông vải) làm khí giới thi đấu trong sàn đấu có hình tròn đường kính là 533 cm. Cũng theo luật lệ để phân thắng bại. Các phương pháp sử dụng là Phách, Thích, Khảm, Băng, Điểm, Trảm v.v.

## Wushu tại Việt Nam
Wushu đến Việt Nam vào năm 1989, do công của ông Hoàng Vĩnh Giang khi tiếp thu tài liệu giáo khoa từ Nga gồm 7 bài ghi trong băng video mang về phổ biến trong nước. Đầu năm 1990 Hoàng Vĩnh Giang thành lập ban nghiên cứu Wushu, gồm một vài nhân vật tâm huyết ở miền Bắc. Trong năm 1990 đội tuyển Wushu Việt Nam gồm 5 vận động viên lần đầu tiên ra quân trong kỳ ASIAD 11 tổ chức ở Bắc Kinh. Thua trận này, nhưng lúc đó cố võ sư Đỗ Hóa huấn luyện viên đội tuyển quốc gia đã khẳng định với Đài phát thanh Bắc Kinh: "Chúng tôi sẽ tiến sát Wushu Trung Quốc và chỉ 4 năm nữa, các võ sĩ tán thủ Việt Nam sẽ ngang ngửa với các võ sĩ hàng đầu thế giới". Đến tháng 6 năm 1992, Sở Thể dục Thể thao Hà Nội bắt đầu mời chuyên gia Wushu của Trung Quốc (hai chuyên gia đầu tiên là Phan Hán Quang và Trần Húc Hồng) sang tập huấn về môn Wushu cho các vận động viên Việt Nam. Sau kỳ huấn luyện các võ sĩ Wushu Việt Nam đã tung hoành ở Thượng Hải và cả ở Thiếu Lâm tự, mang về 23 huy chương bạc và đồng. Từ 1993 đến nay, bắt đầu những thế hệ vàng các tuyển thủ Wushu Việt Nam liên tục đạt huy chương tại các kỳ thi đấu quốc tế, như:
- Nguyễn Thúy Hiền
- Đàm Thanh Xuân
- Dương Thúy Vi
- Diệp Bảo Minh
- Nguyễn Anh Minh
- Tống Hoàng Lân
- Đào Việt Lập
- Nguyễn Chí Sơn
- Bùi Mai Phương
- Trần Trọng Tuấn
- Nguyễn Tiến Đạt
- Nguyễn Thị Ngọc Oanh
- Nguyễn Thị Mỹ Đức
- Lê Quang Huy